# ウィリアム・J・ハッチンス
ウィリアム・J・ハッチンス（William J. Hutchins、1813年3月3日 - 1884年6月4日）は、アメリカ合衆国の実業家、政治家。

## 生い立ち
ニューヨーク州ダッチェス郡で生まれた。その後、22歳までノースカロライナ州ニューバーンに住んでいた。 1835年、タラハシーに引っ越し、3年間商人として働き、事業権を売却した。1838年、テキサス共和国の首都ヒューストンに引っ越し、商人として働いた。

## 商売
商品取引員としての活動し、インフラ開発会社に投資した。ヒューストンプランク道路会社;ヒューストン航海社; バッファロー・バイユー運河社;バッファロー、バイユー、ブラゾス、コロラド鉄道を共同設立した。
1861年、共同経営者と共にヒューストン・アンド・テキサス中央鉄道をオークションで1万ドルで購入し、社長、理事などを務めた。
1869年にオークションでHouston Tap and Brazoria鉄道を500ドルで購入した。

1860年国勢調査によると、ヒューストンで第2位の70万ドルの資産があった。

## 政治
数期に渡り、The six wards of Houstonで市会議員、1861年にヒューストンの市長を1期を務めた。 南北戦争中、テキサスコットン会を率い、南部連邦の元で綿を軍需物資などと引き換えに外国市場に販売しており、後に起訴された。
ハッチンスは、彼に因んで命名された。